# Dolmen van Wéris

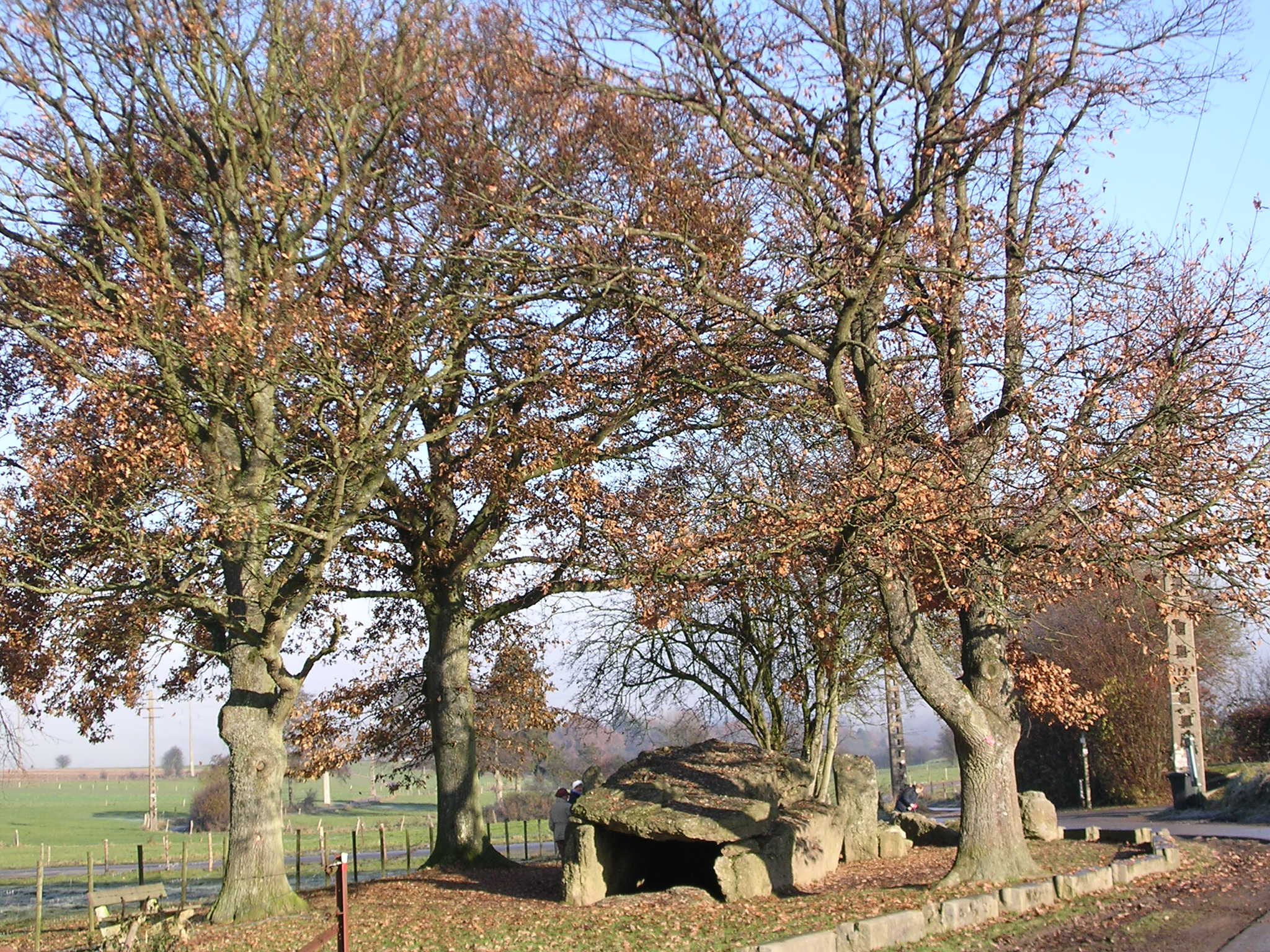
Gezien vanaf het zuiden, de sluitsteen ligt plat

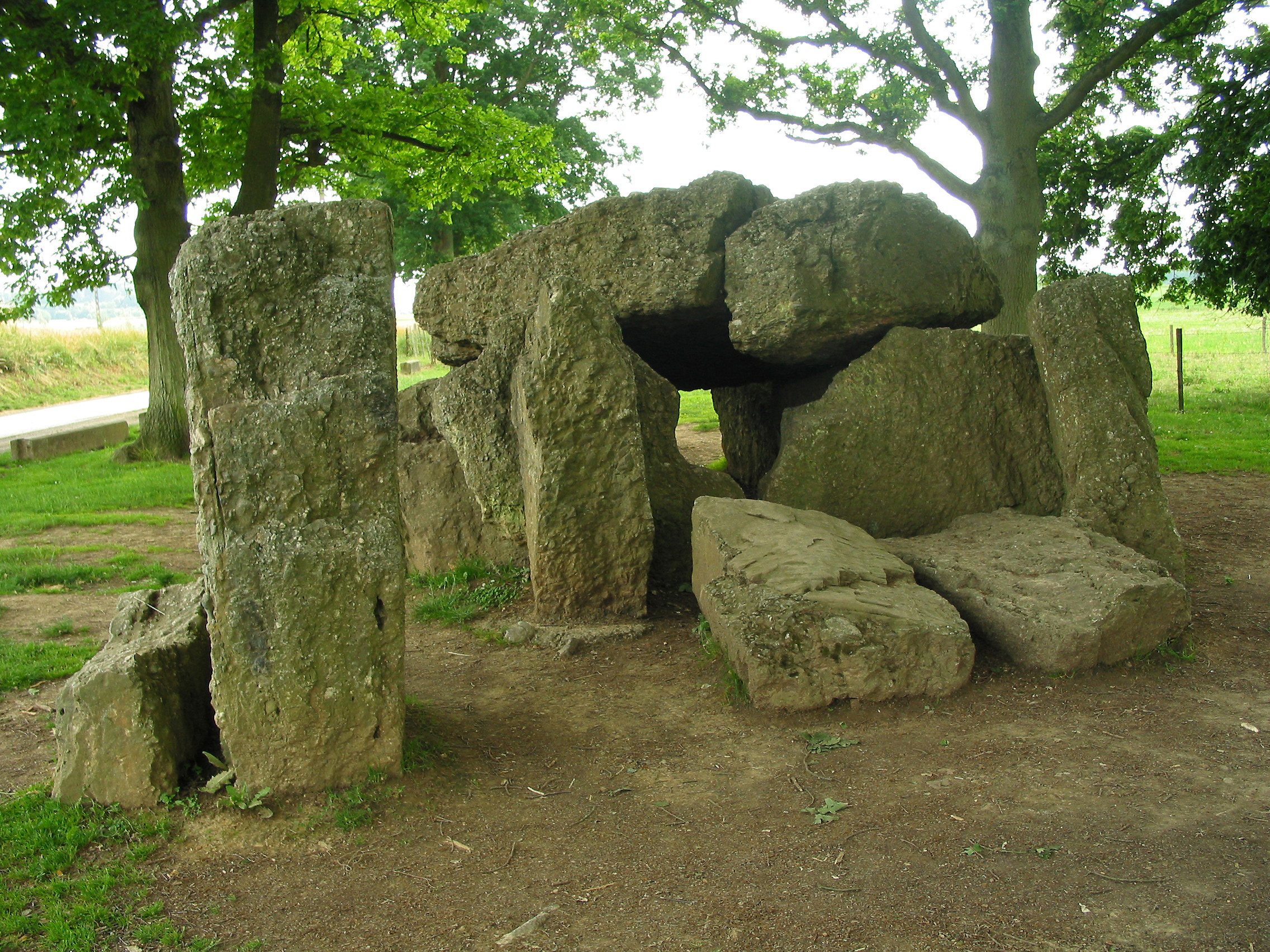
Ingang via de Seelenloch

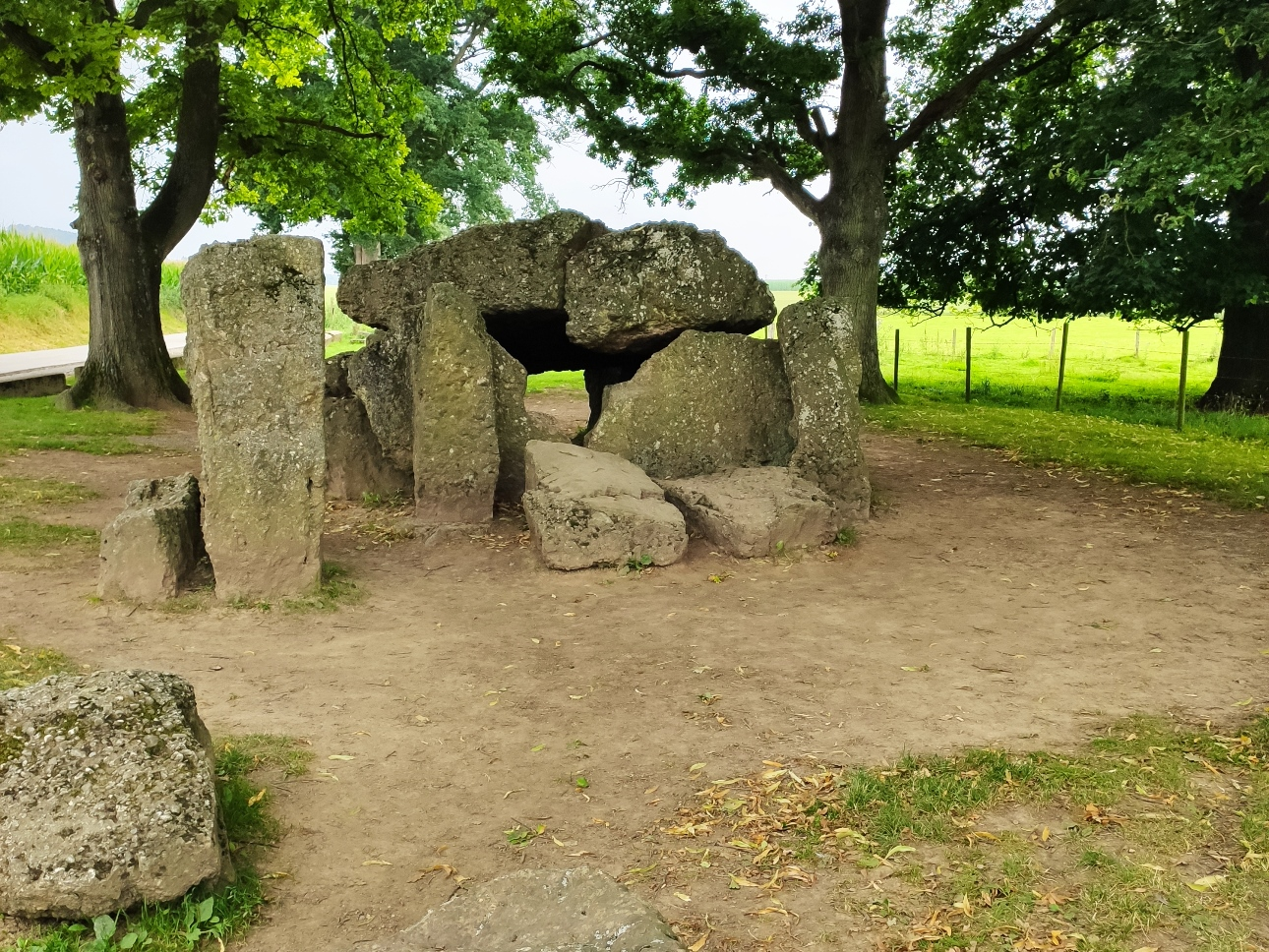

De Dolmen van Wéris, noordelijke dolmen of Wéris I is een dolmen van het type allée couverte dat wordt toegeschreven aan de Seine-Oise-Marnecultuur en is gelegen bij Wéris in de gemeente Durbuy in de Belgische provincie Luxemburg. De dolmen ligt aan de weg van Wéris naar Barvaux genaamd de Rue des Dolmens op zo'n 600 meter ten noordwesten van het dorp. In de omgeving ligt zuidwestelijker op zo'n anderhalve kilometer nog een andere iets kleinere dolmen: de Dolmen van Oppagne en in en rond de vallei waarin Wéris gelegen is bevinden zich een aantal menhirs. De verschillende megalieten in de omgeving zouden verschillende alignmenten met elkaar vormen die evenwijdig aan elkaar gelegen zijn.
De dolmen is de bekendste dolmen van de twee en wordt veel bezocht door toeristen. In de nabijheid heeft men een parking aangelegd.

## Geschiedenis
In het laat-neolithicum, zo'n 5000 jaar geleden, zouden de mensen van de Seine-Oise-Marnecultuur deze dolmen hebben opgericht.
In 1882 werd de dolmen aangekocht door de Belgische Staat voor 1200 Belgische frank.
In 1885-1886 werd de dolmen min of meer deskundig gerestaureerd, waarbij men tevens een hek plaatste rond het object. Bij de opgraving kwamen Romeinse munten boven water. Naast de dolmen lag een Romeinse weg (nu nog Chemin des Romains geheten) en de dolmen is door Romeinen reeds bezocht en bekeken.
In 1991 werd de dolmen opnieuw gerestaureerd en heeft men het hek weggehaald.
In de lente van 2000 werd de Romeinse weg die vlak bij de dolmen lag blootgelegd.

## Vondsten
Bij opgravingen trof men Romeinse munten, fragmenten aardewerk uit de trechterbekercultuur, plukjes haren van een zwijn, pijlpunten van de Seine-Oise-Marnecultuur, een vuursteen en enkele stukjes bot van mensen aan.

## Opbouw
De dolmen heeft een lengte van bijna elf meter lang, een breedte van vijf meter en een hoogte van twee meter. Tegenwoordig ligt de dolmen gelijk met het maaiveld en niet er onder, wat afwijkend is ten opzichte van andere allée couvertes, maar hij kan vroeger een dekheuvel gehad hebben.
De ingang van de dolmen ligt in het noordnoordoosten. Daar bevindt zich een tegelvormige steen waarin men een gat heeft aangebracht, een Seelenloch. Voor de ingang staan nog andere stenen die waarschijnlijk een kort voorportaal vormden.
Verder heeft de dolmen (thans nog) twee draagstenen aan beide zijkanten, een sluitsteen aan het zuidwestelijke uiteinde en twee dekstenen bovenop. Een van die dekstenen weegt zo'n 30 ton.
De menhirs die in het verlengde van het portaal van de dolmen staan zijn allen, op drie na, afkomstig uit de weilanden in de omgeving. Boeren uit de omgeving hebben deze stenen verplaatst om zo niet gestoord te worden door de keien.